# Spargania prospicuata
Spargania prospicuata är en fjärilsart som beskrevs av Achille Guenée 1858. Spargania prospicuata ingår i släktet Spargania och familjen mätare. Inga underarter finns listade i Catalogue of Life.